# Протасово (Щёлковский район)
Протасово — деревня в Щёлковском районе Московской области России, входит в состав сельского поселения Огудневское.

## Население
| 1852 | 1859 | 1869 | 1899 | 1926 | 2002 | 2006 |
| ---- | ---- | ---- | ---- | ---- | ---- | ---- |
| 245  | ↗249 | ↗268 | ↘104 | ↗452 | ↘196 | ↗202 |
| 2010 |      |      |      |      |      |      |
| ↘190 |      |      |      |      |      |      |

## География
Деревня Протасово расположена на северо-востоке Московской области, в северной части Щёлковского района, на Фряновском шоссе Р110, примерно в 36 км к северо-востоку от Московской кольцевой автодороги и 21 км к северо-востоку от центра города Щёлково (по дорогам — около 38 км), по правому берегу реки Пружёнки бассейна Клязьмы.
В 9 км южнее деревни проходит Щёлковское шоссе А103, в 18 км к северо-западу — Ярославское шоссе М8, в 1 км к юго-западу — Московское малое кольцо А107, в 23 км к северо-востоку — Московское большое кольцо А108. Ближайший населённый пункт — деревня Огуднево.
В деревне 8 улиц — Весенняя, Заводская, Лесная, Луговая, Новая, Солнечная, Сосновая и Протасовский проезд; приписано 4 садоводческих товарищества (СНТ).
Связана автобусным сообщением с городом Щёлково и рабочим посёлком Фряново.

## История
В середине XIX века относилась ко 2-му стану Богородского уезда Московской губернии. В деревне было 33 двора, крестьян 106 душ мужского пола и 139 душ женского.
В «Списке населённых мест» 1862 года — казённая деревня 2-го стана Богородского уезда Московской губернии по левую сторону Троицкого тракта (из Богородска в Сергиевскую Лавру), в 27 верстах от уездного города и 17 верстах от становой квартиры, при колодце, с 24 дворами и 249 жителями (103 мужчины, 146 женщин).
По данным на 1869 год — деревня Ивановской волости 3-го стана Богородского уезда с 42 дворами, 57 деревянными домами и 268 жителями (111 мужчин, 157 женщин), из которых 28 грамотных. При деревне работала шерсто-ткацкая фабрика, было три бумаго-ткацких заведения. Имелось 36 лошадей, 57 единиц рогатого и 17 единиц мелкого скота.
В 1913 году — 87 дворов.

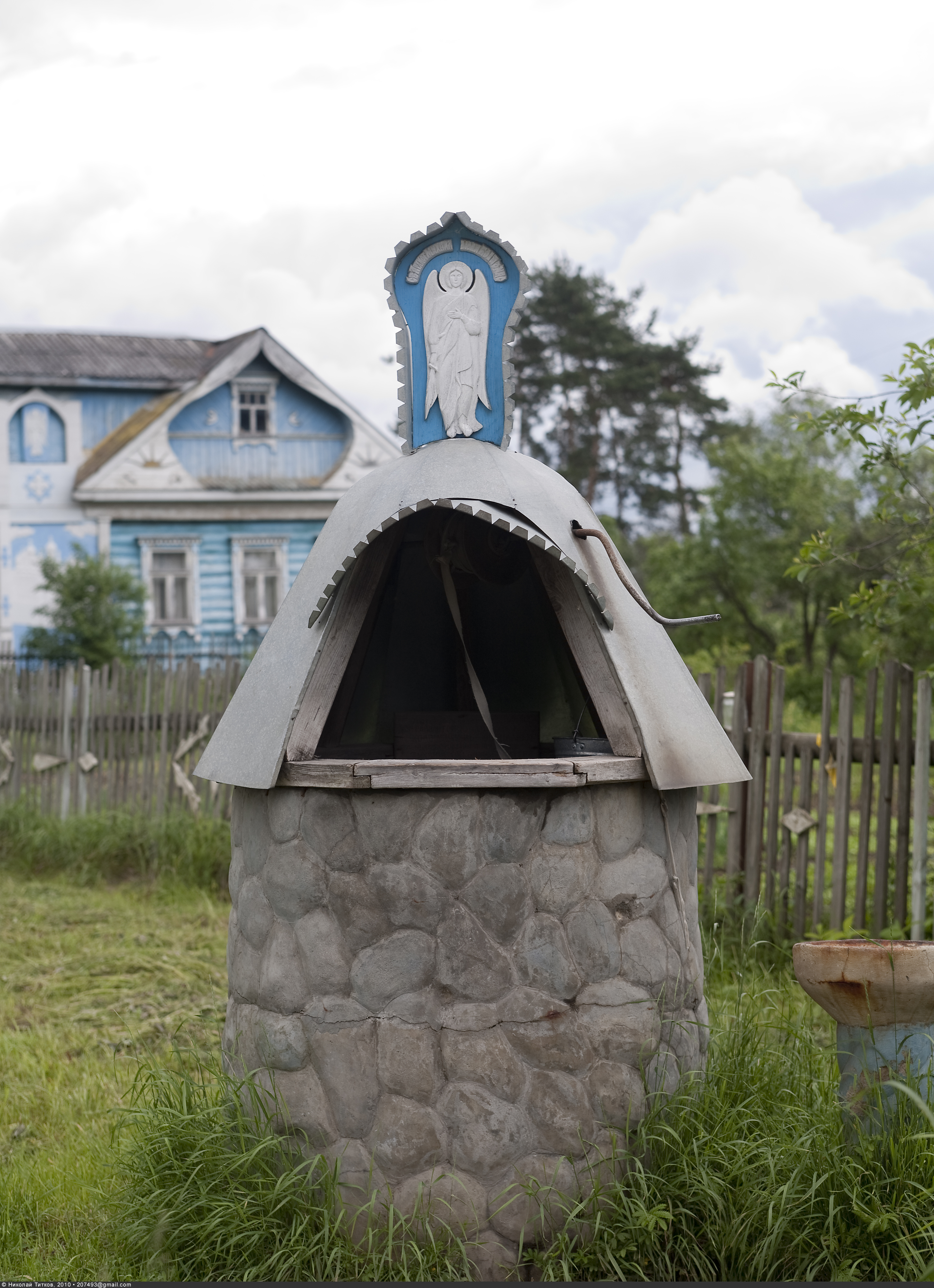
Святой колодец архистратига Михаила у деревни Протасово

По материалам Всесоюзной переписи населения 1926 года — центр Протасовского сельсовета Ивановской волости Богородского уезда в 25 км от станции Щёлково Северной железной дороги, проживало 452 жителя (203 мужчины, 249 женщин), насчитывалось 97 хозяйств (90 крестьянских), имелись школа 1-й ступени и лавка.
С 1929 года — населённый пункт Московской области в составе:
- Огудневского сельсовета Щёлковского района (1929—1934, 1954—1959, 1965—1994)[19][20][21],
- Душоновского сельсовета Щёлковского района (1934—1954)[20],
- Огудневского сельсовета (до 31.07.1959) и Воря-Богородского сельсовета Балашихинского района (1959—1960)[22][23],
- Воря-Богородского сельсовета Щёлковского района (1960—1963)[24],
- Воря-Богородского сельсовета (до 31.08.1963) и Огудневского сельсовета Мытищинского укрупнённого сельского района (1963—1965)[24],
- Огудневского сельского округа Щёлковского района (1994—2006)[25],
- сельского поселения Огудневское Щёлковского муниципального района (2006 — н. в.)[26][27].